# Halec
Halec è un genere di pesci estinti, appartenente agli alepisauriformi. Visse nel Cretaceo superiore (Cenomaniano - Turoniano, circa 95-90 milioni di anni fa). I suoi fossili sono stati ritrovati in Europa (Inghilterra, Repubblica Ceca, Croazia) e in Libano.

## Descrizione
Il corpo di questo pesce era piuttosto affusolato, ed era lungo in media circa 40 centimetri, anche se alcuni esemplari potevano raggiungere il metro di lunghezza. La forma del corpo poteva ricordare una via di mezzo tra un'aringa e un salmone. La testa era relativamente grossa ed era dotata di ampie orbite; i denti erano aguzzi e denotano Halec come un attivo predatore. La coda era nettamente forcuta.

## Classificazione
Di questo genere sono note varie specie: Halec sternbergi e H. laubei risalgono al Turoniano e provengono dai giacimenti della Boemia; H. eupterygius è stata ritrovata in Inghilterra (sempre dal Turoniano) e H. haueri proviene da strati più antichi (Cenomaniano) dell'isola di Lesina (Croazia). Il genere è conosciuto anche dagli strati del Cenomaniano del Libano.
Halec è stato descritto per la prima volta nel 1844 da Louis Agassiz, che lo considerò affine ai clupeoidi e ai salmonoidi. Analisi più recenti (Nelson, 1994) ritengono che Halec e la superfamiglia Halecoidea, comprendente anche Phylactocephalus e Hemisaurida, appartengano agli alepisauriformi, un gruppo di pesci attualmente rappresentati da poche specie, come Alepisaurus ferox, ma che nel corso del Cretaceo erano particolarmente diffusi. Halec, in particolare, sembrerebbe essere appartenuto al sottordine degli encodontoidi, comprendenti forme predatrici dalle lunghe zanne (Enchodus, Eurypholis).

## Paleobiologia
Sulla base della forma del corpo e dell'osteologia, Halec era probabilmente un veloce predatore. Un esemplare di Halec conserva all'interno del canale alimentare lo scheletro di un piccolo pesce. Halec era adatto a uno stile di vita pelagico (di mare aperto).